# Universidad de Worcester
La Universidad de Worcester es una universidad pública británica, ubicada en Worcester, Inglaterra. Sus orígenes se remontan a 1946, obteniendo el estatus de universidad en el 2005. Worcester es la única universidad que cubre los condados de Worcestershire y Herefordshire. La Universidad de Worcester tiene renombre por sus estudios de enseñanza, siendo una de las universidades que más progresó en el ámbito de la investigación según determinó el Research Excellence Framework en el 2014, escalando 32 lugares en los rankings. Se hizo notar que los investigadores de Worcester realizaban trabajos de primer nivel en  Historia, Arte y Diseño, Salud, Educación, Biología, Psicología, Deportes, Geografía, Arqueología y Estudios del Medio Ambiente, e Inglés y Literatura.